# 阿尔卡迪乌什·奥内什科
阿尔卡迪乌什·奥内什科（波蘭語：Arkadiusz Onyszko，1974年1月12日—），波兰男子足球运动员，司职守门员。他曾代表波兰国奥队参加1992年夏季奥林匹克运动会足球比赛，获得一枚银牌。